# Аболла

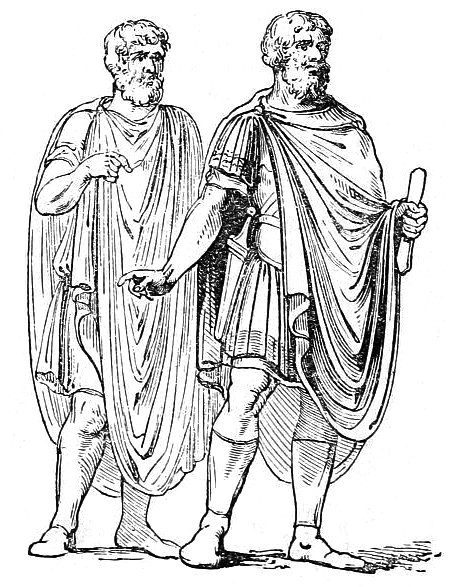
Иллюстрация двух военных в аболлах из Словаря греческих и римских биографий и мифологии

Аболла (лат. abolla, от греч. ἀμβόλλα) — одежда у древних греков и римлян, род мантии без рукавов с застёжкой на плече.
Позже аболлу стали называть «плащом философов».

## ВДревнем Риме
Двойной плащ по колено, бывший в употреблении у римлян. Он держался на плечах с помощью фибулы, захватывавшей оба верхних края ткани, в развёрнутом виде имевшей форму неправильного четырёхугольника.
Такой плащ носили поначалу военные, а затем и мирные граждане вместо тоги. От военного плаща — сагума — аболла отличалась тонкостью материи и узкостью, потому Марциал шутливо советовал ворам носить аболлу: из-под неё будут видны краденые вещи.

### ВДревней Греции
Существовал особый вид аболлы (abolla major), который носили греческие философы, преимущественно киники; такая одежда, за отсутствием другой, заменяла им всё и была длинная.